# Tago
Il Tago (in spagnolo Tajo, in portoghese Tejo) è il fiume più lungo della penisola iberica, che attraversa con un corso di circa 1008 km; di cui 716 percorsi in Spagna e 292 in Portogallo.

## Etimologia
Il fiume era già conosciuto dai romani con il nome latino di Tagus. L'origine è incerta: studi locali lo associano all'albero di tasso (tejo in lingua spagnola). La tradizione classica faceva sì che il nome fosse interpretato (probabilmente con un procedimento paretimologico) col significato di "solco, gola, scanalatura" (come se il fiume tagliasse in due la Penisola iberica).

## Percorso
Nasce in territorio spagnolo nella Sierra de Albarracín alle pendici dei Montes Universales e sfocia nell'oceano Atlantico presso Lisbona dopo aver percorso 1008 km e attraversato le città spagnole di Aranjuez e Toledo e quelle portoghesi di Abrantes, Santarém e Lisbona.
Spettacolari i ponti che attraversano il Tago a nord e a sud di Lisbona. A nord il ponte Vasco da Gama attraversa l'estuario del Tago per una lunghezza di ben 18 km mentre a sud di trova il ponte 25 de Abril che sovrasta la città e il quartiere Alcântara.
Il Tago è interessato dalla più grande opera di ingegneria idraulica della Spagna, il Trasvase Tajo-Segura, un travaso di acque che collega il Tago ad altri corsi d'acqua, come il Segura, realizzato per irrigare l'arida regione di Castiglia-La Mancia e che ha permesso la nascita del gruppo di riserve idriche del Mar de Castilla.